# 黄长林
黄长林（1958年—），江西弋阳人，汉族，中华人民共和国政治人物、第十二届全国人民代表大会江西地区代表。
担任江西弋阳南岩镇水南村委会黄家村小组长 专业。加入中国共产党。2013年，担任全国人大代表。